# Allauch
 Allauch  es una comuna y población de Francia, en la región de Provenza-Alpes-Costa Azul, departamento de Bocas del Ródano, en el distrito de Marsella. Es la cabecera y mayor población del cantón de su nombre. Su gentilicio francés es Allaudiens.
Su población en el censo de 2007 era de 18 747 habitantes. Forma parte de la aglomeración urbana de Marsella-Aix-en-Provence.
Está integrada en la Communauté urbaine Marseille Provence Métropole .

## Demografía
| 3 263 | 4 264 | 4 381 | 3 743 | 3 669 | 3 869 | 3 703 | 3 688 | 3 603 | 3 644 | 3 629 | 3 258 | 3 104 | 2 884 | 2 726 | 3 073 | 3 220 | 3 245 | 3 337 | 3 585 | 4 462 | 6 029 | 7 799 | 8 351 | 7 148 | 8 406 | 8 528 | 10 013 | 11 149 | 13 519 | 16 092 | 18 913 | 18 747 |
| Para los censos de 1962 a 1999 la población legal corresponde a la población sin duplicidades (Fuente: INSEE [Consultar]) |       |       |       |       |       |       |       |       |       |       |       |       |       |       |       |       |       |       |       |       |       |       |       |       |       |       |        |        |        |        |        |        |